# 결막염
결막염(結膜炎, conjunctivitis)은 결막에 생긴 염증을 말한다. 결막염은 바이러스의 감염이 원인인 경우가 많으며, 세균이나 알레르기 반응, 그리고 동양안충이 원인이 되기도 한다.

## 역사
인도 마드라스 지역(현재의 첸나이) 타밀 나두에 있는 Regional Institute of Ophthalmology의 전 관리자 커크 패트릭은 아데노바이러스가 결막염을 일으킨다는 것을 처음 발견했으며, 이리하여 이 질병의 이름을 마드라스 눈(Madras eye)으로 불렀다.

## 같이 보기
- 건성각결막염